# Венера Леспюзька

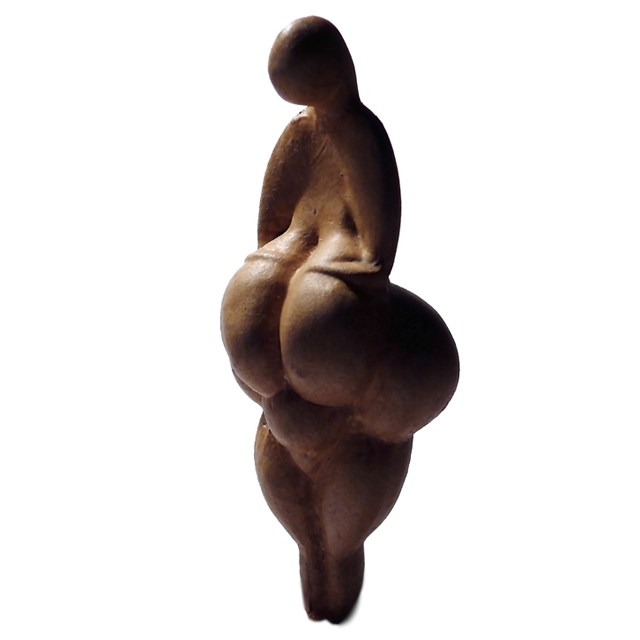
Венера Леспюгська

Вене́ра Леспю́зська (фр. Vénus de Lespugue — жіноча фігура, вирізблена з бивню мамонта у часи Граветтської культури, датована 26 000-24 000 роками до н. е. Була знайдена у 1922 р. в печері у підніжя Піренеїв, у місцевості Леспюг. Зберігається у «Музеї людини» (Париж).
З усіх фігур «Венер» пізнього палеоліту, ця фігура має найбільш надмірно збільшені жіночі статеві ознаки, особливо надзвичайно великі груди. Пропорції фігури повторюють відношення Дорійського ладу, що дає змогу припустити про культурний розвиток палеолітичної людини.